# Rescat bancari espanyol
El rescat bancari espanyol fa referència als ajuts públics i rescats financers proporcionats per la Unió Europea (UE) a les caixes d'estalvis des de l'inici de la crisi econòmica espanyola de 2008.
El Fons de Reestructuració Ordenada Bancària (FROB) va actuar com a fons de rescat. En el seu informe de desembre de 2019, comptabilitzant les ajudes del FROB, el Fons de garantia de dipòsits (FGD) i la Societat de Gestió d'Actius Procedents de la Reestructuració Bancària (Sareb), assenyala que es van gestionar processos de rescat d'entitats del sistema bancari que representaven el 38,3% del total de dipòsits coberts de les entitats amb els següents imports en milions d'euros: Bankia (22.424), Caixa Catalunya (CatalunyaCaixa) (12.599), Caixa Mediterrani (12.474), Novagalicia Banco (9.404), Banc de València ( 6.103), Caja Castilla-La Mancha (4.215), Sareb (2.192), Unnim (1997), BMN (1.645), Banc CEISS (1559), Cajasur (1.192) Banca Cívica (977), Caja3 (407), Banco Gallego (245) i Liberbank (124).
Des del 2009 es van injectar més de 64.000 milions d'euros, incloent-hi el Fons de garantia de dipòsits. D'aquesta quantitat, 41.300 milions van correspondre a fons del Mecanisme Europeu d'Estabilitat desemborsats per la UE entre el juliol del 2012 i el desembre del 2013, i sol·licitats pel Govern espanyol d'entre una disponibilitat de 100.000 milions. Segons càlculs del 2020, 43.225 milions estarien perduts, un 73% dels ajuts públics aportats. El balanç publicat pel FROB el mateix any resumeix que l'Estat espanyol hauria invertit al sector financer 56.545 milions entre capital i productes híbrids, i 2.326 milions en garanties, només recuperant-ne 5.917 milions, un 10%.

## Rescat
El 2008, en el context de la crisi financera, el Banc d'Espanya va realitzar diferents actuacions en part sufragades pel FROB, entre elles la intervenció de cinc caixes d'estalvis que prèviament havien estat avalades per un crèdit de 100.000 milions d'euros.
- Caja Castilla-La Mancha (28/03/2009)
- Cajasur (22/05/2010)
- Caixa Mediterrani (22/07/2011)
- Banc de València (21/11/2011)
- Caja Madrid (ara Bankia)[9]

El 30 de setembre de 2011 el Banc d'Espanya va nacionalitzar tres caixes d'estalvi més per valor de 4.751 milions d'euros, sufragat pel FROB:
- Caixa Catalunya (30/09/2011)
- Novacaixagalicia (30/09/2011)
- Unnim (30/09/2011)

El rescat financer va ser una línia de crèdit de l'estat destinada exclusivament a les caixes d'estalvis, a unes condicions més favorables a les que Espanya pot accedir als mercats. El FROB va pagar uns interessos baixos pels fons rebuts, d'un 3%, però podria cobrar un interès més alt, del 8,5% anual, a les entitats per no pagar els interessos exclusivament l'erari públic. Les entitats que van rebre el fons es comprometien de fer un pla de reestructuració.
L'11 de juliol de 2012, com a compensació pel rescat de la banca espanyola que es va acordar al Consell Europeu del 28 i 29 de juny, el president del govern Mariano Rajoy va anunciar la pujada del tipus general de l'IVA del 18% al 21% i el reduït del 8% al 10%, l'eliminació de la deducció per compra d'habitatge, la reducció de la prestació d'atur a partir del sisè mes, la reducció del 30% dels regidors en els ajuntaments, i que funcionaris, diputats i senadors no tindrien paga extra de Nadal per a estalviar 65.000 milions d'euros.

## Anunci oficial del rescat

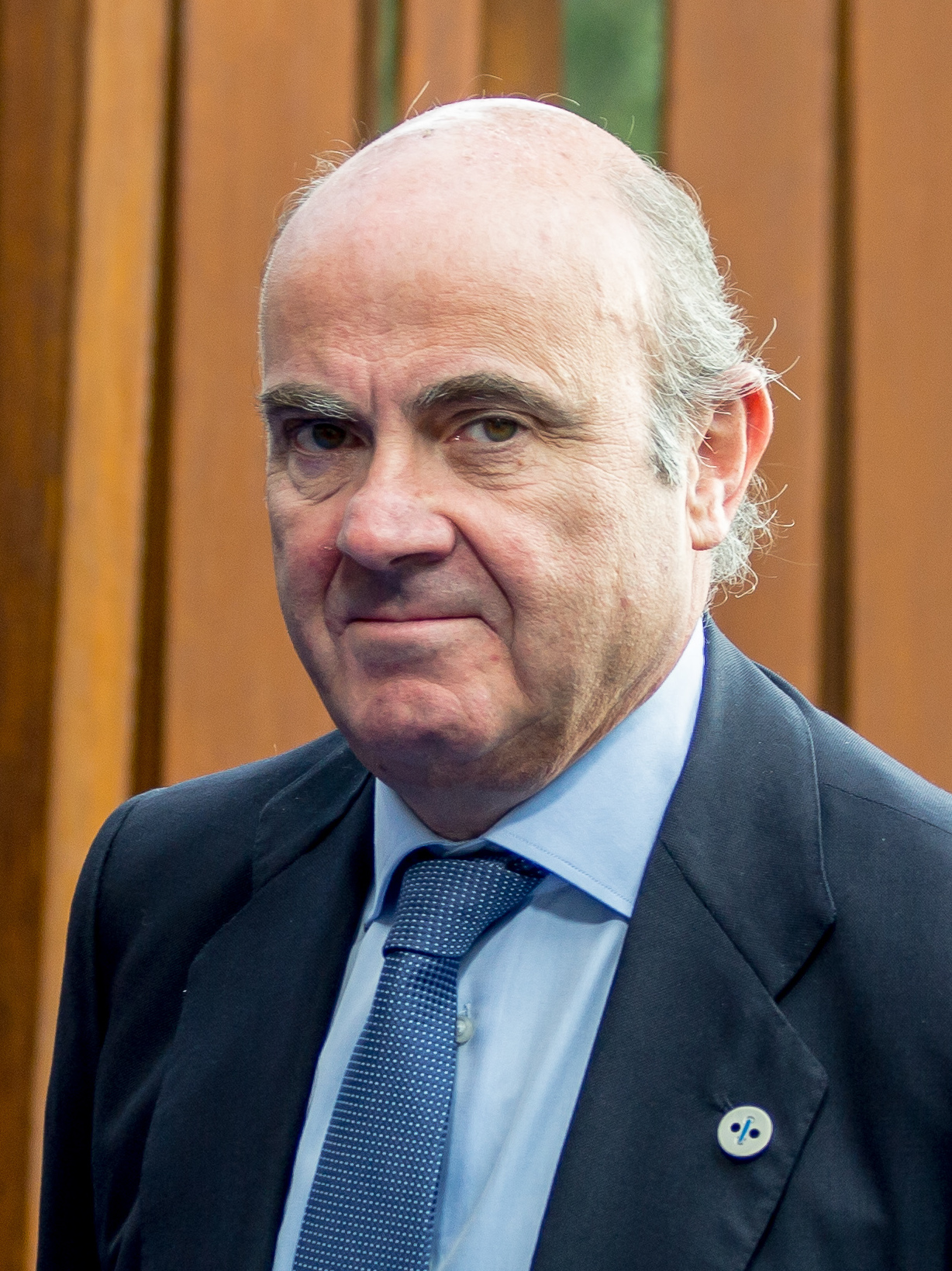
Luis de Guindos, ministre d'Economia i Competitvitat (2011-2016).

El 3 de febrer del 2012 el ministre d'Economia Luis de Guindos va declarar que Espanya necessitava cinquanta mil milions d'euros. El 24 d'abril del 2012, el Fons Monetari Internacional va demanar a Bankia que millorés el seu balanç i la seva gestió. El dissabte 9 de juny del 2012, De Guindos va anunciar que Espanya havia sol·licitat i obtingut de la Unió Europea un rescat bancari de fins a cent mil milions d'euros que l'Estat va utilitzar per a sanejar el sistema financer a través del FROB. Tot i que l'últim garant dels diners concedits és l'Estat i no els bancs (perquè la normativa dels fons europeus de rescat no s'havia modificat, com es va afanyar a recordar el ministre d'Hisenda alemany Wolfgang Schäuble: «Espanya garantirà el préstec i haurà de tornar-lo», el ministre De Guindos es va negar a considerar-ho un rescat: «és un préstec en condicions molt favorables, millors que les del mercat». La prima de risc dels bons de l'estat havien pujat el juny del 2012, elevant així la taxa d'interès a un 6,7% (bo a 10 anys), un nivell difícilment sostenible a llarg termini.
El Governador del Banc d'Espanya, Miguel Ángel Fernández Ordóñez, va declarar el gener de 2015 que van ser les declaracions de Guindos al Financial Times allò que va precipitar el rescat augmentant enormement la seva quantia. D'acord amb la tesi de Fernández Ordóñez hi ha el fet que Itàlia, tenint els seus bancs necessitats de tres-cents cinquanta mil milions d'euros, va esquivar el rescat fins al 2015, evitant així els costos severs que va haver d'afrontar la societat espanyola.
Segons El País: «a canvi del rescat, la UE treu competències a Economia i deixa el Banc d'Espanya sota la tutela efectiva del Banc Central Europeu, i aprofita el rescat per a sotmetre l'economia espanyola a una intervenció en tota regla». També es va criticar que el rescat fora a través d'un crèdit a l'Estat espanyol, i no directament al sector financer, que va provocar l'augment del deute públic fins a deu punts percentuals del PIB.